# Moghamo
Le moghamo (ou megamaw, mogamaw, muxamo) est une langue bantoïde des Grassfields parlée au Cameroun par environ 75 000 personnes (2008), notamment dans l'arrondissement de Batibo (département de la Momo, Région du Nord-Ouest), dans le village de Ngyembo de l'arrondissement de Mbengwi, également dans le département du Mezam, dans quelques villages de l'arrondissement de Santa (tels que Baforchu, Baba II et Mbei) ainsi qu'à Banjah.
Parfois considéré comme un dialecte du meta’, il fait partie du groupe langues momo (en).

## Dialectes
Les dialectes du moghamo sont le batibo, le bessi, l’iyirikum, et le kugwe dans l’Atlas linguistique du Cameroun. Le bessi est considéré comme la même variante que le batibo dans Ndam 2001, et l’ashɔŋ est considéré comme un des dialectes.

## Écriture
| A a | B b | Ch ch | D d | E e | Ə ə | F f | G g | Gh gh | I i | J j | K k | M m |
| N n | Ŋ ŋ | O o   | Ɔ ɔ | P p | R r | S s | T t | U u   | W w | Y y | Z z | ʼ   |